# Jugoslavenska odbojkaška reprezentacija
Jugoslavenska odbojkaška reprezentacija predstavljala je Jugoslaviju u međunarodnoj muškoj odbojci.

## Ishodi

### Olimpijske igre
- 1964. – 1976. - nije se kvalificirala
- 1980. – 6. mjesto
- 1984. – 1988. - nije se kvalificirala

### Svjetska prvenstva
- 1949. – 1952. - nije se kvalificirala
- 1956. – 10. mjesto
- 1960. - nije se kvalificirala
- 1962. – 8. mjesto
- 1966. – 8. mjesto
- 1970. – 10. mjesto
- 1974. – 1990. - nije se kvalificirala

### Europska prvenstva
- 1948. – 1950. - nije se kvalificirala
- 1951. – 5. mjesto
- 1955. – 5. mjesto
- 1958. – 7. mjesto
- 1963. – 7. mjesto
- 1967. – 7. mjesto
- 1971. – 11. mjesto
- 1975. -  bronca
- 1977. – 7. mjesto
- 1979. -  bronca
- 1981. – 10. mjesto
- 1983. - nije se kvalificirala
- 1985. – 11. mjesto
- 1987. – 8. mjesto
- 1989. – 8. mjesto
- 1991. – 6. mjesto

### Svjetski kupovi
- 1965. – 8. mjesto
- 1969. – 1991. - nije se kvalificirala

### Svjetske lige
- 1990. – 1991. - nije se kvalificirala

### Poznati reprezentativci
(razdvojiti po republikama i pokrajinama)
- Ivica Jelić
- Vladimir Janković
- Miloš Grbić
- Miodrag Gvozdenović
- Vladimir Trifunović
- Nikola Matijašević
- Vladimir Bogoevski
- Laslo Lukač
- Rade Malević
- Vinko Dobrić
- Dejan Brđović
- Vladimir Grbić
- Nikola Grbić
- Željko Tanasković
- Goran Vujević
- Ivan Miljković
- Vasa Mijić
- Đula Mešter
- Vladimir Batez
- Slobodan Kovač
- Slobodan Boškan
- Mirko Čulić
- Žarko Petković
- Igor Vušurović
- Mirsad Imširović
- Andrija Gerić
- Đorđe Đurić